# Oedothorax maximus
Oedothorax maximus är en spindelart som först beskrevs av James Henry Emerton 1882.  Oedothorax maximus ingår i släktet Oedothorax och familjen täckvävarspindlar. Inga underarter finns listade i Catalogue of Life.